# Plaxopsis persimilis
Plaxopsis persimilis är en stekelart som beskrevs av Szepligeti 1914. Plaxopsis persimilis ingår i släktet Plaxopsis och familjen bracksteklar. Inga underarter finns listade i Catalogue of Life.